# NGC 6813
NGC 6813 ist ein Emissionsnebel im Sternbild Fuchs, welcher am 7. August 1864 vom Astronomen Albert Marth entdeckt wurde.